# Doraemon tại Việt Nam

Bìa manga Doraemon tập 1 được ấn hành tại Việt Nam trước 2010.

Doraemon là series manga Nhật Bản được sáng tác bởi họa sĩ Fujiko F. Fujio dành cho thiếu nhi vào năm 1969. Tác phẩm kể về một chú mèo máy từ thế kỉ 22 với những bảo bối thần kì trở về quá khứ giúp cậu bé Nobita cải thiện cuộc sống. Sau đó tác phẩm được chuyển thể thành phim hoạt hình, trò chơi điện tử, nhạc kịch... và được xuất sang nhiều quốc gia trên thế giới. Vào cuối năm 1992, tác phẩm được Nhà xuất bản Kim Đồng mang về Việt Nam và đến năm 1996 thì xuất bản có bản quyền dưới nhan đề Đôrêmon. Từ năm 2010, tác phẩm được được tái phát hành dưới nhan đề mới Doraemon trên tinh thần bám sát nguyên tác.
Riêng với anime và điện ảnh, series được trình chiếu có bản quyền trên kênh truyền hình HTV3 từ năm 2010 đến năm 2022 với nhiều tập phim đã lên sóng. Bắt đầu từ năm 2013, Megastar (nay là CJ CGV) chính thức mang loạt phim điện ảnh trình chiếu trên màn ảnh rộng.

## Manga
| Tên gốc                 | Tên Việt hoá |
| ----------------------- | ------------ |
| Doraemon (ドラえもん)   | Đôrêmon      |
| Nobita (のび太)         | Nôbita       |
| Shizuka (しずか)        | Xuka         |
| Suneo (スネ夫)          | Xêkô         |
| Jaian/Gian (ジャイアン) | Chaien       |
| Jaiko (ジャイ子 )       | Chaikô       |
| Sunetsugu (スネツグ)    | Xưki         |
| Dekisugi (出木杉)       | Đêkhi        |
| Hideyo (ヒデヨ)         | Đêkhimô      |
| Nobisuke (ノビスケ)     | Nôbitu       |
| Sewashi (セワシ)        | Nôbitô       |
| Dorami (ドラミ)         | Đôrêmi       |
| Sunekichi (スネきち)    | Xukichi      |

Doraemon được Nhà xuất bản Kim Đồng xuất bản lần đầu tiên từ cuối năm 1992 (với tham khảo từ bản tiếng Thái), khi chưa được phép của tác giả. Ngày 11/12/1992 được coi là "ngày sinh" của Doraemon tại Việt Nam. Năm 1996 Nhà xuất bản Kim Đồng chính thức thương lượng được bản quyền của Doraemon từ Nhà xuất bản Shogakukan. Tại Việt Nam, nhà xuất bản Kim Đồng là nhà xuất bản duy nhất được chuyển nhượng bản quyền, phát hành bản tiếng Việt của tất cả các phiên bản của Doraemon.

Trong phiên bản truyện tại Việt Nam, tên các nhân vật được "Việt hóa" một phần, và được gắn các biệt danh Mèo ú Đôrêmon, Nôbita hậu đậu, Chaien lồi rốn hay Xêkô mỏ nhọn. Một chuyên mục nhỏ ở cuối truyện mang tên "Văn phòng Đôrêmon" xuất hiện từ tập 16, thông qua "Thông tấn xã Nôbita" tương tác với độc giả. Bộ truyện cũ được cho là đã bỏ qua một số chi tiết, hoặc một số chỗ dịch chưa chuẩn xác. Theo công ước Bern, Nhà xuất bản Kim Đồng đã ngưng việc xuất bản đầu sách có tựa đề Đôrêmon và thay thế bằng phiên bản mới mang tên Doraemon phát hành lần đầu vào ngày 29/05/2010, trong đó tên các nhân vật được phiên âm rōmaji, đọc từ phải sang trái như phiên bản tại Nhật, nội dung truyện cũng được dịch sát hơn. Tập Nobita Tây du ký chỉ được ra mắt dưới dạng hai tập truyện tranh màu. Từ năm 2005 đến nay một số truyện được chuyển thể từ seri mới tuy chưa được ra mắt nhưng đã có kế hoạch ra dưới hình thức các tập truyện tranh màu, riêng tập Nobita và người khổng lồ xanh bị in lậu bởi Nhà xuất bản Đà Nẵng với tựa đề Mèo máy thông minh và đã được thu hồi.
| Tên tiếng Việt                                                                         | Tên tiếng Việt                                  | Tên tiếng Việt                             | Tên tiếng Việt                                         |
| -------------------------------------------------------------------------------------- | ----------------------------------------------- | ------------------------------------------ | ------------------------------------------------------ |
| Trước năm 2010                                                                         | Sau năm 2010                                    | Trước năm 2010                             | Sau năm 2010                                           |
| Đôrêmon: Chú khủng long lạc loài (1993) Đôrêmon: Thăm công viên khủng long (1996–2009) | Doraemon: Chú khủng long của Nobita             | Đôrêmon: Bí mật mê cung Bliki              | Doraemon: Nobita và mê cung thiếc                      |
| Đôrêmon: Bí mật hành tinh màu tím                                                      | Doraemon: Nobita và lịch sử khai phá vũ trụ     | Đôrêmon: Ba chàng hiệp sĩ mộng mơ          | Doraemon: Nobita và ba chàng hiệp sĩ mộng mơ           |
| Đôrêmon: Pho tượng thần khổng lồ                                                       | Doraemon: Nobita thám hiểm vùng đất mới         | Đôrêmon: Lạc vào thế giới côn trùng        | Doraemon: Đấng toàn năng Nobita                        |
| Đôrêmon: Lâu đài dưới đáy biển                                                         | Doraemon: Nobita và lâu đài dưới đáy biển       | Đôrêmon: Hành trình qua Dải Ngân Hà        | Doraemon: Nobita và chuyến tàu tốc hành Ngân Hà        |
| Đôrêmon: Nôbita lạc vào xứ quỷ                                                         | Doraemon: Nobita và chuyến phiêu lưu vào xứ quỷ | Đôrêmon: Thành phố thú nhồi bông           | Doraemon: Nobita và cuộc phiêu lưu ở thành phố dây cót |
| Đôrêmon: Tên độc tài vũ trụ                                                            | Doraemon: Nobita và cuộc chiến vũ trụ           | Đôrêmon: Cuộc phiêu lưu đến đảo giấu vàng  | Doraemon: Nobita du hành biển phương Nam               |
| Đôrêmon: Cuộc xâm lăng của binh đoàn rôbốt                                             | Doraemon: Nobita và binh đoàn người sắt         | Đôrêmon: Đi tìm miền đất mới               | Doraemon: Nobita - Vũ trụ phiêu lưu kí                 |
| Đôrêmon: Cuộc phiêu lưu vào lòng đất                                                   | Doraemon: Nobita và hiệp sĩ rồng                | Đôrêmon: Truyền thuyết vua Mặt trời Nôbita | Doraemon: Nobita và truyền thuyết vua Mặt Trời         |
| Đôrêmon: Chiến thắng quỷ Kamát                                                         | Doraemon: Nobita và nước Nhật thời nguyên thủy  | Đôrêmon: Du hành đến vương quốc loài chim  | Doraemon: Nobita và những dũng sĩ có cánh              |
| Đôrêmon: Ngôi sao cảm                                                                  | Doraemon: Nobita và hành tinh muông thú         | Đôrêmon: Cuộc chiến ở xứ sở rôbốt          | Doraemon: Nobita và vương quốc robot                   |
| Đôrêmon: Nôbita đến xứ Batư                                                            | Doraemon: Nobita ở xứ sở nghìn lẻ một đêm       | Đôrêmon: Cuộc phiêu lưu đến vương quốc Gió | Doraemon: Nobita và những pháp sư Gió bí ẩn            |
| Đôrêmon: Vương quốc trên mây                                                           | Doraemon: Nobita và vương quốc trên mây         | Đôrêmon: Nôbita ở vương quốc chó mèo       | Doraemon: Nobita ở vương quốc chó mèo                  |
| Đôrêmon: Tân Tây Du Kí                                                                 | Doraemon: Nobita Tây du kí                      |                                            |                                                        |

## Anime và phim điện ảnh
Trong thập niên 1990 một số tập đầu của xê-ri anime 1979 đã được được phát hành tại Việt Nam bởi Công ty Điện ảnh thành phố Hồ Chí Minh (nay là Công ty Cổ phần Truyền thông-Điện ảnh Sài Gòn) và Hãng phim Phương Nam dưới dạng băng VHS và VCD mà chủ yếu là mua lại từ bản lồng tiếng Trung Quốc. Đến thập niên 2000, các tập này tiếp tục đươc phát sóng trên các truyền hình như VTV1 (lồng tiếng Việt giọng miền Bắc) và VTC1. Từ năm 2010, các tập tiếp theo của loạt phim được mua bản quyền trình chiếu trên kênh HTV3 với phiên bản lồng tiếng Việt bao gồm 185 tập mỗi tập gồm 2 câu chuyện khác nhau chủ yếu là các tập sản xuất từ năm 1990 trở đi. Kể từ tháng 12 năm 2015, kênh HTV3 bắt đầu trình chiếu các tập thuộc xê-ri 2005. Về sau các tập phát sóng trên HTV3 được POPS Worldwide phát hành lại trên nền tảng kĩ thuật số.
Cuối thập niên 1990 và đầu thập niên 2000, một số tập phim điện ảnh Doraemon cũng đã được phát hành tại Việt Nam, thuyết minh bởi Công ty Điện ảnh TPHCM và phát hành bởi Hãng phim Phương Nam. Với nhiệm vụ Đại sứ của Doraemon, phim Nobita no Kyōryū 2006 được trình chiếu tại Liên hoan phim Nhật Bản ngày 11 tháng 10 năm 2008. Trong năm 2012 và 2013, loạt phim điện ảnh Doraemon trở lại Việt Nam do TVM Corp. sản xuất với phiên bản lồng tiếng Việt phát sóng trên kênh HTV3 bắt đầu từ phim Nobita và hành tinh muông thú đến Nobita và binh đoàn người sắt (ngoại trừ các phim từ năm 1995 đến 1998).  Cuối năm 2013, Megastar (CJ CGV Vietnam) chính thức mang loạt phim điện ảnh Doraemon về Việt Nam chiếu rạp với phim mở đầu là Nobita và viện bảo tàng bảo bối. Cuối năm 2017, Purpose Media tiếp nối trình chiếu Nobita và hòn đảo diệu kì - Cuộc phiêu lưu của loài thú đồng thời trình chiếu lại các bộ phim đã chiếu rạp từ năm 2013 đến 2015.
Tagger (một đại lý của Animation Int'l) là đơn vị chịu trách nhiệm cấp phép bản quyền cho Doraemon tại Việt Nam từ năm 2013, trước đó là Umezawa.
| Nhân vật     | Diễn viên lồng tiếng | Diễn viên lồng tiếng                                                                                               | Diễn viên lồng tiếng |
| Nhân vật     | Anime | Phim điện ảnh | Phim điện ảnh 3D |
| ------------ | --- | --- | --- |
| Doraemon     | Thùy Tiên (Từ tập 1—) | Thùy Tiên (M11 — M15, M20 — M40)                                                                                   | Thùy Tiên (Stand by Me Doraemon & Stand by Me Doraemon 2)                                                                             |
| Nobita       | Anh Tuấn (104 tập đầu) Hoàng Khuyết (Từ tập 105—) | Anh Tuấn (M11 — M15, M20 — M31, M33 & M34) Hoàng Khuyết (M32, M35 — M40)                                           | Stand by Me Doraemon- Anh Tuấn, Hoàng Sơn (cả 2 phiên bản) Stand by Me Doraemon 2 - Trẻ Con : Hoàng Khuyết - Trưởng Thành : Hoàng Sơn |
| Shizuka      | Ngọc Châu (104 tập đầu) Ái Phương (Từ tập 105—260) Hoài Thương (Từ tập 261—) | Ngọc Châu (M11 — M15, M20 — M31, M33 & M34) Ái Phương (M35 — M37) Hoài Thương (M32, M38 — M40)                     | Ngọc Châu (Stand by Me Doraemon) Hoài Thương (Stand by Me Doraemon 2)                                                                 |
| Jaian        | Quốc Tín (52 tập đầu) Thiện Trung (Từ tập 53—) | Quốc Tín (M11 — M15, M20 — M31 & M33) Tiến Đạt (M34) Thiện Trung (M32, M35 — M40)                                  | Tiến Đạt (Stand by Me Doraemon) Thiện Trung (Stand by Me Doraemon 2)                                                                  |
| Suneo        | Minh Vũ (Từ tập 1—) | Minh Vũ (M11 — M15, M20 — M40)                                                                                     | Minh Vũ (Stand by Me Doraemon & Stand by Me Doraemon 2)                                                                               |
| Mẹ Nobita    | Minh Chuyên (52 tập đầu) Ngọc Quyên (Từ tập 53—145) Hoài Thương (Từ tập 146—260) Thu Hiền (Từ tập 262—)                                                                                 | Minh Chuyên (M11 — M15 & M20 — M31 & M40) Ngọc Quyên (M33 — M35) Hoài Thương (M36 & M37) Thu Hiền (M32, M38 & M39) | Ngọc Quyên (Stand by Me Doraemon) Minh Chuyên (Stand by Me Doraemon 2)                                                                |
| Ba Nobita    | Bá Nghị (52 tập đầu, 105—208) Tấn Phong (Từ tập 53—104) Trần Vũ (Từ tập 209—222, 264—312, 365—416, 469—) Trí Luân (Từ tập 223—260) Chơn Nhơn (Từ tập 314—364) Tuấn Anh (Từ tập 419—468) | Bá Nghị (M13 - M14, M20, M26 — M31) Trí Luân (M34, M36, M37) Trần Vũ (M32, M39) Chơn Nhơn (M38) Tuấn Anh (M40)     | Bá Nghị (Stand by Me Doraemon & Stand by Me Doraemon 2)                                                                               |
| Mẹ Jaian     | Kiều Oanh (416 tập đầu) Ngọc Quyên (Từ tập 417—) | Kiều Oanh (M24 — M25, M35 & M36)                                                                                   | Kim Anh (Stand by Me Doraemon) |
| Mẹ Suneo     | Kim Phước (208 tập đầu, 266—312) Huyền Trang (Từ tập 210—260, 317—416) Ngọc Châu (Từ tập 417—)                                                                                          | Kim Phước (M12, M24, M26)                                                                                          | |
| Mẹ Shizuka   | Huyền Chi (52 tập đầu) Tuyết Nhung (Từ tập 56—416) Kim Ngọc (Từ tập 417—468) Ngọc Châu (Từ tập 469-)                                                                                    | Huyền Chi (M12, M15)                                                                                               | |
| Thầy giáo    | Chơn Nhơn (312 tập đầu, 365—416) Trí Luân (từ tập 313—364) Trần Vũ (Từ tập 417—) | Chơn Nhơn (M13 - M15, M20 - M21, M27, M31, M39 & M40)                                                              | Trần Vũ (Stand by Me Doraemon & Stand by Me Doraemon 2)                                                                               |
| Ông Kaminari | Hạnh Phúc (52 tập đầu, từ tập 88—416) Trần Vũ (Từ tập 53—87) Quang Tuyên (Từ tập 417—)                                                                                                  | Hạnh Phúc (M34) | |
| Dorami       | Huyền Chi (104 tập đầu) Kiều Oanh (Từ tập 111—416) Ngọc Châu (Từ tập 420—468) Ngọc Quyên (Từ tập 469—)                                                                                  | Huyền Chi (M27 — M31 & M33) Kiều Oanh (M32, M36 & M37)                                                             | |
| Jaiko        | Thanh Hồng (78 tập đầu) Kim Anh (Từ tập 88—416) Kim Ngọc (Từ tập 417—) | | Thanh Hồng (Stand by Me Doraemon) |
| Dekisugi     | Kiêm Tiến (53 tập đầu) Hoàng Khuyết (Từ tập 59—104) Quang Tuyên (Từ tập 116—185, 417—) Thanh Lộc (Từ tập 191—416)                                                                       | Trường Tân (M22, M29) Kiêm Tiến (M27, M30, M34) Hoàng Sơn (M28) Thanh Lộc (M32, M38 & M39) Quang Tuyên (M40)       | Kiêm Tiến (Stand by Me Doraemon & Stand by Me Doraemon 2)                                                                             |
| Sewashi      | Hoàng Sơn (52 tập đầu) Hoàng Khuyết (Từ tập 83—104, 417—) Kim Anh (Từ tập 174—416) | Hoàng Sơn (M27) Anh Tuấn (M33)                                                                                     | Kim Anh (Stand by Me Doraemon) |
| Ba Shizuka   | Tiến Đạt (52 tập đầu) Tuấn Anh (Từ tập 53—312, 365—) Trần Vũ (Từ tập 313—364) | | Trí Luân (Stand by Me Doraemon) Tuấn Anh (Stand by Me Doraemon 2)                                                                     |
| Ba Suneo     | Tất My Ly (Từ tập 1—) | | |
| Ba Jaian     | Trí Luân (52 tập đầu) Quang Tuyên (Từ tập 401—) | | |
| Sunekichi    | Trường Tân (52 tập đầu) Quang Tuyên (Từ tập 53—) | | |
| Hideyo       | Thanh Phong (52 tập đầu) | | |
| Nobisuke     | Văn Tài (52 tập đầu) Chánh Tín (Từ tập 53-) | | |
| Sunetsugu    | Huỳnh Đông (52 tập đầu) | | |

## Đón nhận
Bộ sách lập tức thành sự kiện của ngành xuất bản Việt Nam năm 1992 khi chỉ sau một tuần, bốn tập truyện Doraemon (mỗi tập 108 trang) đã bán hết 40.000 bản. Tại đại hội phát hành sách 1993, Bộ Văn hóa đã đánh giá việc ra bộ sách Đôrêmon là sự kiện chấn động đối với việc lành mạnh hóa thị hiếu của thiếu nhi, cả thanh niên và người lớn.
Tính cho đến năm 2006 đã có khoảng 40 triệu đến 50 triệu bản Doraemon được phát hành tại Việt Nam, một kỉ lục về xuất bản của truyện tranh nước ngoài tại thị trường Việt Nam. Bộ truyện đã để lại dấu ấn trong lòng nhiều thế hệ độc giả. Doraemon cũng xuất hiện trong nhiều hoạt động văn hóa, nhân vật Doraemon cũng là Đại sứ văn hóa Nhật Bản tại Việt Nam. Tác giả Fujiko F. Fujio được Bộ văn hóa thông tin Việt Nam trao tặng huy chương "Chiến sĩ văn hóa" vào năm 1996 do đã đóng góp vào công tác giáo dục trẻ em qua truyện Doraemon.
Quỹ học bổng Doraemon (quỹ hỗ trợ giáo dục trẻ Việt Nam) do ông Nguyễn Thắng Vu và tác giả Fujiko Fujio sáng lập ngày 31 tháng 8 năm 1996, với số tiền ban đầu là 1 tỷ đồng, từ số tiền bản quyền trong ba năm từ 1992 đến 1995 (do chính tác giả Fujimoto Hiroshi trao tặng) và một phần lợi nhuận từ việc phát hành bộ truyện, nhà xuất bản Kim Đồng. Quỹ Doraemon liên tục được bổ sung hằng năm từ lợi nhuận của việc xuất bản Doraemon. Đến năm 2010, tổng số vốn của quỹ lên đến 4 tỷ đồng, quỹ này đã trao trên 6000 suất học bổng cho các học sinh nghèo trên khắp Việt Nam. Ông Nguyễn Thắng Vu đã trao tặng cho quỹ học bổng này 1 tỷ đồng tiền cá nhân trong khoảng thời gian bệnh ung thư trở nặng trước lúc qua đời. Đến năm 2017, quỹ đã trao hơn 10000 học bổng với trị giá trên 7 tỷ đồng. Quỹ Doraemon được đánh giá là một quỹ văn hóa - giáo dục phi chính phủ vào loại sớm nhất ở Việt Nam. Bộ truyện nằm trong top 10 sách được yêu thích trong lễ trao giải Giải thưởng Fahasa 2018.

## Ảnh hưởng

Một tranh truyện Doraemon chế đề cập đến giá xăng tăng.

Đầu năm 2011, phong trào chế truyện Doraemon nở rộ trên cộng đồng mạng Việt Nam. Nhiều hội chế truyện trên các mạng xã hội, các diễn đàn được thành lập, các cuộc thi chế được tổ chức. Nội dung của các truyện chế xoay quanh nhiều vấn đề mang tính thời sự, những câu chuyện thường ngày trong cuộc sống và những quan điểm của giới trẻ dưới góc nhìn hóm hỉnh. Nhiều video clip âm nhạc chế truyện Doraemon cũng lần lượt xuất hiện.
Vào tháng 9 năm 2012, công ty Ajinomoto Việt Nam đã lấy hình ảnh Doraemon vào quảng cáo sản phẩm Aji-Mayo của công ty này. Cùng năm, lễ hội "Doraemon và những người bạn" đã diễn ra tại Thảo Cầm Viên, Thành phố Hồ Chí Minh do Nhà Xuất bản Kim Đồng tổ chức để kỷ niệm 20 năm "Mèo ú đến Việt Nam".
Doraemon còn là đề tài cho MV ca nhạc Mình yêu nhau đi của ca sĩ Bích Phương nhân dịp Valentine. Nội dung video ca nhạc xoay quanh mối tình giữa cặp đôi có ngoại hình đối lập qua trung gian là những cuốn manga Doraemon bởi cả hai đều có cùng sở thích. Nội dung này được các bạn trẻ gọi là Mối tình Doraemon. Năm 2015, Acecook hợp tác với Tagger cho ra mắt sản phẩm mì ăn liền Doraemon. Từ năm 2016, Cục Cảnh sát Giao thông, Bộ Giao thông, Bộ Giáo dục và Đào tạo của Việt Nam cùng với Tập đoàn Mainichi Nhật Bản đã hợp tác với nhau phát động chương trình "Doraemon với An toàn giao thông" nhằm tuyên truyền phổ biến, giáo dục Trật tự an toàn giao thông cho trẻ em Việt Nam.

## Tranh cãi
DếRôbốt – Nhân tài ảo thuật là một loạt truyện tranh Việt Nam được xuất bản bởi công ty Phan Thị. Do hình thức xây dựng câu chuyện có nhiều điểm tương đồng với Doraemon nên được cho là đạo nhái. Sau khi truyện vấp phải nhiều ý kiến trái chiều từ dư luận, nhóm tác giả lên tiếng thừa nhận rằng tác phẩm đã học hỏi từ Doraemon nhưng trên nguyên lý "Innovation". Một đoạn nhạc chế từ năm 2019 về các nhân vật trong Doraemon do Lê Dương Bảo Lâm thể hiện trong chương trình Sàn đấu ca từ trở nên phổ biến vào năm 2022 dù bị chỉ trích phản cảm.